# Vliegtuigbotsing op de luchthaven van Haneda

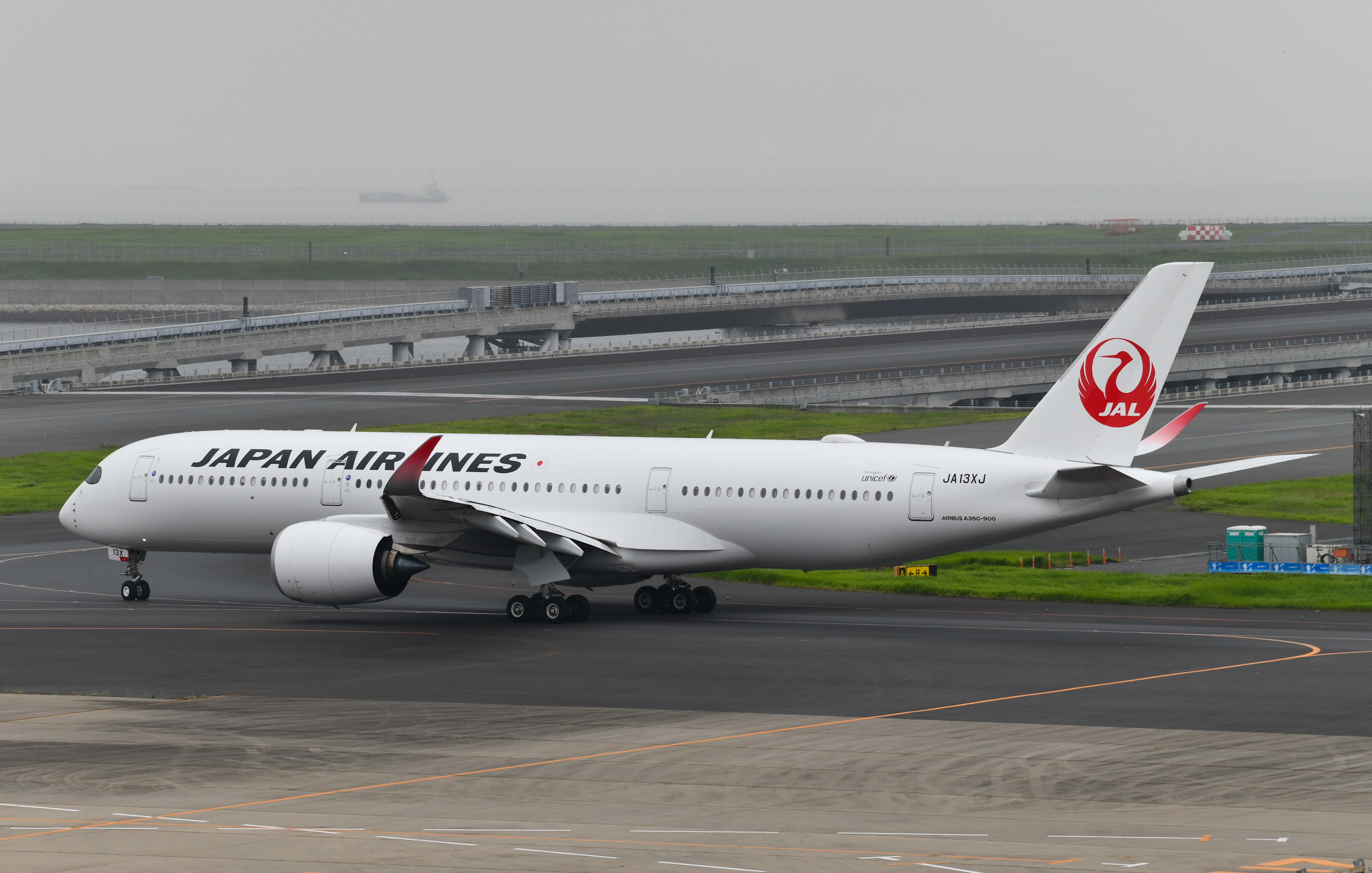
De betrokken A350 in 2022

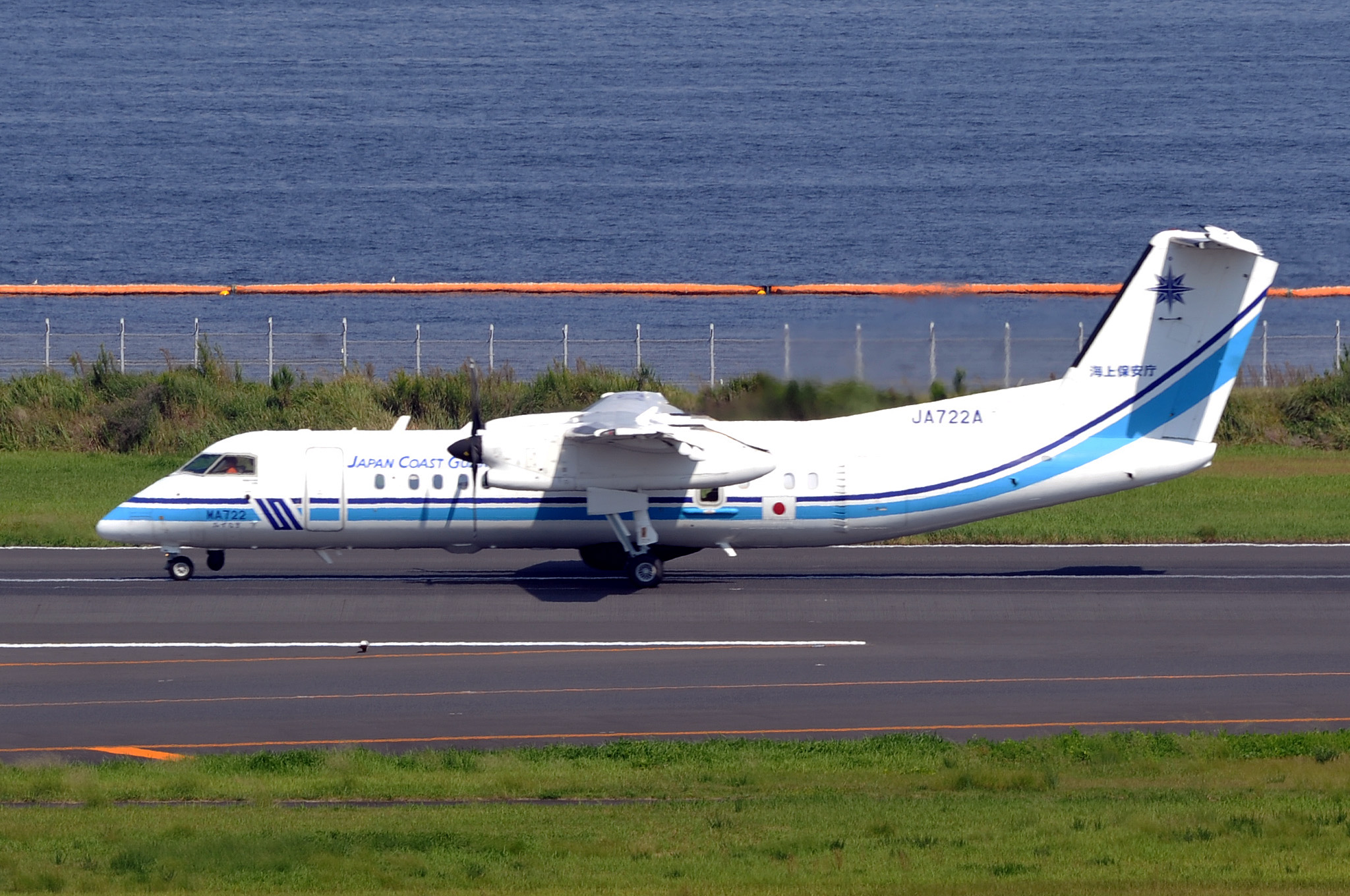
De betrokken Dash 8 in 2021

De botsing op de internationale luchthaven van Tokyo Haneda vond plaats op 2 januari 2024, toen Japan Airlines-vlucht 516, een Airbus A350-900 van de Japanse luchtvaartmaatschappij Japan Airlines, in botsing kwam met een Bombardier Dash 8 van de Japanse kustwacht tijdens de landing op Tokyo-Haneda International Airport, ongeveer dertig kilometer ten zuidwesten van de Japanse hoofdstad Tokio. Vijf van de zes bemanningsleden aan boord van de Dash 8 kwamen om bij het ongeval, terwijl onder de 367 passagiers en twaalf bemanningsleden aan boord van de A350 slechts gewonden vielen.

## Vliegtuig en bemanning
Het vliegtuig dat bij het ongeval betrokken was, was een Airbus A350-941, geregistreerd als JA13XJ met serienummer 538. Het was uitgerust met twee Rolls-Royce Trent XWB-motoren. Het vliegtuig maakte zijn eerste vlucht in september 2021 en werd twee maanden later, in november 2021, afgeleverd aan Japan Airlines.
Het betrokken vliegtuig van de Japanse kustwacht was een Bombardier Dash 8-300, geregistreerd als JA722A met serienummer 656 en afgeleverd in februari 2009.

## Ongeluk
Vlucht 516 vertrok om 16:27 JST vanaf de luchthaven Shin-Chitose, Chitose, op het eiland Hokkaidō. Rond 17:47 lokale tijd kwam de Airbus A350-900 in botsing met een Bombardier Dash 8-300 van de Japanse kustwacht tijdens zijn landing op de landingsbaan 34R op de internationale luchthaven Tokyo Haneda. De 367 passagiers en twaalf bemanningsleden werden veilig geëvacueerd. De evacuatie door 3 van de 8 nooduitgangen duurde 18 minuten. Beide betrokken vliegtuigen werden door brand verwoest.
De zes bemanningsleden van het vliegtuig van de Japanse kustwacht waren zich aan het voorbereiden om op te stijgen naar de prefectuur Niigata, waar zij hulp zouden gaan bieden aan de slachtoffers van de aardbeving op het schiereiland Noto de dag ervoor. Alleen de gezagvoerder van de Dash 8 overleefde het ongeval met ernstige verwondingen, de overige vijf bemanningsleden kwamen om het leven.